# أندريا بيلترو
أندريا فيانا بيلتراو (من مواليد 16 سبتمبر 1963) هي ممثلة ومنتجة برازيلية عرفت أكثر في الأدوار الكوميدية. على وجه الخصوص، زيلدا سكوت، بطلة رواية إطار غير محدود (1985–1988)، ودور أورسولا في حجر على حجر (1992)، وتجسيدها دور هيبي كامارغو في الفيلم والمسلسل هيبي: نجمة البرازيل، الذي رُشحت فيه لجائزة إيمي الدولية لأفضل ممثلة عام 2020.

## وصلات خارجية
- أندريا بيلترو في قاعدة بيانات الأفلام على الإنترنت